# 212 (песен)
„212“ е дебютният сингъл на американската рапърка и певица Азалия Банкс.
Песента е част от EP-то „1991“ и ще бъде част от албума „Broke with Expensive Taste“ на Азалия Банкс. Тя използва инструментала на песента „Float My Boat“ на Лейзи Джей.

## Музикален видеоклип
Клипът към песента е пуснат на 12 септември 2011 г. по YouTube профила на Азалия Банкс.

## Изпълнения на живо
Азалия Банкс изпълни песента на турнето ѝ „Fantasea Tour“.

## Позиции в музикалните класации
| Класация                            | Позиция |
| ----------------------------------- | ------- |
| Великобритания (UK R&B Chart)       | 3       |
| Белгия (Ultratop 50 Flanders)       | 17      |
| Белгия (Ultratop 40 Wallonia)       | 34      |
| Ирландия (IRMA)                     | 7       |
| Нидерландия (Mega Single Top 100)   | 17      |
| Румъния (Romanian Top 100)          | 86      |
| Шотландия (Top 40 Scottish Singles) | 12      |

## История на издаване
| Държава        | Дата            | формат            | Музикален издател |
| -------------- | --------------- | ----------------- | ----------------- |
| Великобритания | 6 декември 2011 | Дигитално сваляне | Polydor           |